# Râul Valea Grajdului
Râul Valea Grajdului este un afluent al râului Turcu. 

## Hărți
- Harta județului Brașov